# Trzydnik Duży (gemeente)
De gemeente Trzydnik Duży is een landgemeente in het Poolse woiwodschap Lublin, in powiat Kraśnicki.
De zetel van de gemeente is in Trzydnik Duży.
Op 30 juni 2004 telde de gemeente 7041 inwoners.

## Oppervlakte gegevens
In 2002 bedroeg de totale oppervlakte van gemeente Trzydnik Duży 104,73 km², waarvan:
- agrarisch gebied: 87%
- bossen: 7%

De gemeente beslaat 10,42% van de totale oppervlakte van de powiat.

## Demografie
Stand op 30 juni 2004:
| Omschrijving                   | Totaal | Totaal | Vrouwen | Vrouwen | Mannen | Mannen |
| ------------------------------ | ------ | ------ | ------- | ------- | ------ | ------ |
| eenheid                        | aantal | %      | aantal  | %       | aantal | %      |
| inwoners                       | 7041   | 100    | 3451    | 49      | 3590   | 51     |
| bevolkingsdichtheid (inw./km²) | 67,2   | 67,2   | 33      | 33      | 34,3   | 34,3   |

In 2002 bedroeg het gemiddelde inkomen per inwoner 1103,37 zł.

## Administratieve plaatsen (sołectwo)
Agatówka, Budki, Dąbrowa, Dębowiec, Liśnik Mały, Łychów Gościeradowski, Łychów Szlachecki, Olbięcin, Owczarnia, Rzeczyca Księża, Rzeczyca Ziemiańska, Rzeczyca Ziemiańska-Kolonia, Trzydnik Duży, Trzydnik Duży-Kolonia, Trzydnik Mały, Wola Trzydnicka, Węglin, Węglinek, Wólka Olbięcka, Zielonka.

## Overige plaatsen
Baranów, Choiny, Dąbrowa-Kolonia, Dębińszczyzna, Rzeczyca-Stacja, Wola Trzydnicka.

## Aangrenzende gemeenten
Dzierzkowice, Gościeradów, Kraśnik, Potok Wielki, Szastarka, Zaklików